# Craterul Granby
Craterul Granby este un crater de impact în Suedia.

## Date generale
Se estimează că acesta s-a format aproximativ acum 470 de milioane de ani (Ordovicianul mijlociu). Craterul are 3 km în diametru și nu este expus la suprafață.